# Pleometrose
Bei der Pleometrose (auch: Pleometrosis) gründen mehrere Ameisenköniginnen oder Königinnen anderer sozialer Hautflügler (sehr selten auch Termiten) zusammen einen Staat. Dabei werden gemeinsam Eier gelegt und auch die Brut gemeinsam versorgt. Auch wenn eine pleometrotische Gründung bei einer Reihe von Arten bekannt ist, kommt sie in der Natur relativ selten vor. Pleometrose ist oft, aber nicht immer, verbunden mit dem Vorhandensein mehrerer fruchtbarer und eierlegender Geschlechtstiere in einer Kolonie (Polygynie genannt).
Das Gegenteil, also dass eine Königin allein und unabhängig von anderen Königinnen einen neuen Staat gründet, wird als Haplometrose (oder Haplometrosis) bezeichnet. Diese ist oft verbunden mit nur einer Königin pro Volk, genannt Monogynie.

## Vorkommen
Eine Gründung eines neuen Nests durch Pleometrose kann durch verwandte Königinnen (im Regelfall Schwestern, aus demselben Mutternest), aber auch durch nicht verwandte Individuen derselben Art erfolgen. Diese Kooperation bei der Nestgründung kommt bei Ameisen in den Unterfamilien Myrmicinae (zum Beispiel Gattungen Solenopsis, Messor, Acromyrmex), Dolichoderinae (zum Beispiel Gattungen Azteca, Iridomyrmex) und Formicinae (zum Beispiel Gattungen Myrmecocystus, Lasius, Camponotus, Formica, Oecophylla) vor. Alle betreffenden Arten sind territorial, sowohl bekämpfen ältere Kolonien Neugründungen auf ihrem Territorium, wie auch verschiedene benachbarte Neugründungen untereinander kämpfen. Dadurch haben Kolonien einen enormen Vorteil, wenn es ihnen gelingt, die Anzahl der Arbeiterinnen ganz am Anfang sehr rasch zu steigern. Dies kann durch Kooperation mehrerer Jungköniginnen leichter erreicht werden. Fast alle pleometrotischen Arten gründen neue Kolonien claustral, das heißt die Königinnen schließen sich gemeinsam in einer Kammer ein, die sie nicht zur Nahrungssuche verlassen. Der Vorteil für die individuellen Königinnen kehrt sich allerdings um, sobald die neue Kolonie sicher etabliert ist. Sobald genügend Arbeiterinnen vorhanden sind, kommt es deshalb häufig zu Kämpfen der Jungköniginnen untereinander, bis nur eine übrig ist. In diesen Fällen ist also eine pleometrotische Gründung mit einer monogynen Kolonie verbunden.
Durch die erhöhte Eizahl startet die Kolonie also mit mehr (und größeren) Arbeiterinnen, so dass Verluste weniger ins Gewicht fallen. Außerdem wird das Nest früher geöffnet, was eine frühere Nahrungsaufnahme bedeutet und die Königinnen verlieren weniger Gewicht. Während bei polygynen Arten (wie Myrmica rubra) Pleometrose nur Vorteile für die entstehende Kolonie bringt, muss bei monogynen Arten die Monogynie durch Eliminationskämpfe erst hergestellt werden.

## Problem bei monogynen Arten
In den meisten Fällen fangen die Königinnen bei monogynen Arten spätestens kurz nach dem Schlupf der ersten Arbeiterinnen an sich zu bekämpfen. Bei wenigen Arten (zum Beispiel Myrmecocystus mimicus) geht die Aggression nur von Seiten der Arbeiterinnen aus. Dieser Kampf kann auch für die überlebende Königin schwere Verletzungen oder gar den Tod bedeuten. Statt zu kämpfen, kann es passieren, dass sich die Königinnen mancher Arten (Lasius flavus, Camponotus ligniperda) in andere Nestbereiche flüchten, was zur Herstellung einer Olygynie führt. Dabei leben mehrere Königinnen in unterschiedlichen Nestbereichen und werden von den Arbeiterinnen akzeptiert.

## Optimale Anzahl
Es gibt jedoch ein Optimum in der Anzahl der gründenden Königinnen. So wurden unter anderem bei Myrmecocystus mimicus und Messor pergandei gezeigt, dass bei einer Gruppengröße von drei bis vier Königinnen die meisten Eier gelegt wurden und die Sterblichkeitsrate am geringsten war. Der Grund dafür ist noch nicht hinreichend geklärt, liegt aber vermutlich in erhöhter Gefahr von Krankheiten und darin, dass rivalisierende Königinnen die „gegnerischen“ Eier auffressen.